# Dario Ponzecchi
Dario Ponzecchi (Pistoia, 1914 – El Alamein, 26 ottobre 1942) è stato un militare italiano insignito della medaglia d'oro al valor militare alla memoria nel corso della seconda guerra mondiale.

## Biografia
Nacque a Pistoia nel 1914, figlio di Arturo e Giulia Gori.
Rimasto orfano di padre fin dall'infanzia, compiuti gli studi elementari a Pistoia si dedicò al lavoro di tappezziere. Chiamato a prestare servizio militare di leva nel Regio Esercito nell’aprile 1935, fu assegnato in servizio al 127º Reggimento fanteria "Firenze". Trattenuto in servizio nel gennaio 1936, per le esigenze legate alla guerra d'Etiopia, il 18 febbraio successivo partì per l'Eritrea. Dopo avere partecipato al conflitto italo-etiopico e alle successive operazioni di grande polizia coloniale, rientrò in Italia nell'aprile 1937 venendo posto in congedo, e riprese la sua attività di tappezziere presso una ditta di Prato. Richiamato in servizio attivo nel maggio 1940 presso il deposito del 49º Reggimento fanteria "Parma" ad Ascoli Piceno, nell'agosto dello stesso anno transitò volontario al 1º Reggimento paracadutisti con il quale partecipò all’occupazione dell'isola di Cefalonia un anno dopo. Promosso caporale maggiore per merito di guerra nell'aprile 1941, decorato con la croce di guerra al valor militare, fu trasferito al 185º Reggimento paracadutisti della 185ª Divisione paracadutisti "Folgore", sbarcando a Derna, in Africa Orientale Italiana il 28 luglio 1942 per raggiungere successivamente il fronte ad El Alamein. Cadde in combattimento il 26 ottobre 1942, nel corso della seconda battaglia di El Alamein, e fu decorato con la medaglia d'oro al valor militare alla memoria.